# Кривозуб, Сергей Иванович
Сергей Иванович Кривозуб (род. 9 мая 1954) — советский легкоатлет, специалист по прыжкам с шестом. Выступал на всесоюзном уровне в 1970-х годах, чемпион Европы среди юниоров, победитель первенств всесоюзного и республиканского значения. Представлял Донецк и физкультурно-спортивное общество «Динамо».

## Биография
Сергей Кривозуб родился 9 мая 1954 года. Занимался лёгкой атлетикой в Донецке, выступал за Украинскую ССР, спортивные общества «Колос» и «Динамо».
Впервые заявил о себе в сезоне 1972 года, выиграв соревнования по прыжкам с шестом на турнире в Донецке.
В 1973 году одержал победу на соревнованиях в Киеве. Попав в состав советской сборной, выступил на юниорском европейском первенстве в Дуйсбурге, где в зачёте прыжков с шестом превзошёл всех соперников и завоевал золотую награду.
В 1974 году стал бронзовым призёром на зимнем чемпионате СССР в Москве, отметился победой на домашнем турнире в Донецке.
В 1975 году выиграл серебряную медаль на всесоюзных соревнованиях в Риге.
В 1976 году победил на соревнованиях в Киеве, установив при этом личный рекорд на открытом стадионе — 5,30 метра.
В 1977 году на всесоюзном турнире в Минске установил личный рекорд в помещении — 5,40 метра.
В 1978 году был лучшим в прыжках с шестом на соревнованиях в Запорожье.
В 1980 году выиграл серебряную медаль на всесоюзном турнире в помещении в Минске.
Дочь Наталья Бардо (Кривозуб) — российская актриса театра и кино, певица и телеведущая.